# Stadion Centralny im. Raszyda Auszewa w Nazraniu
Stadion Centralny im. Raszyda Auszewa – wielofunkcyjny stadion w Nazraniu w Rosji. Został otwarty w 1996 roku. Może pomieścić 3200 widzów. Swoje spotkania rozgrywają na nim piłkarze klubu Anguszt Nazrań.
Obiekt został otwarty w 1996 roku. Pierwotnie nazywał się Stadion Centralny, później do nazwy dodano imię Raszyda Auszewa, zamordowanego w 1997 roku wiceministra spraw wewnętrznych Inguszetii. W sezonach 2006 oraz 2013/2014 zespół gospodarzy, Anguszt Nazrań, występował na drugim poziomie rosyjskich rozgrywek piłkarskich.